# Tóth József (hitszónok)
Tóth József (Déva /Hunyad vármegye/, 1869. augusztus 17. – Szatmárnémeti, 1924. január 28.) római katolikus székesegyházi hitszónok, hitoktató, egyházi író, költő, szentszéki tanácsos.

## Életútja
Szatmárnémetiben végezte középiskoláit s ugyanott teológiai tanulmányait is. 1892-ben szentelték pappá, utána segédlelkész volt Mezőkaszonyban, 1893–99 között Szatmárnémetiben, ahol ezt követően a székesegyház plébánosa lett. 1907–18 között a tanítóképzőben volt tanár. 1920-tól egyházjogot tanított a szatmárnémeti Római Katolikus Papnevelő Intézetben.
Verseit és publicisztikai írásait helyi és budapesti lapok közölték.

## Kötetei (válogatás)
- Római katolikus szertartástan. (Szatmár 1894; további kiadásai Szatmár, 1905, 1906);
- Kilenc keddi ájtatosság Páduai Szent Antal tiszteletére (Szatmár, 1899);
- Legkisebb káté kezdők számára (Szatmár, 1903);
- A katolikus egyház története, különös tekintettel Magyarországra (Szatmár, 1905; 2. kiad. Szatmár, 1909);
- Gyermekbarát (Szatmár, 1907);
- Halottak emléke (Szatmár, 1907);
- Szent Erzsébet karácsonya (misztériumjáték, Szatmár, 1907);
- Lelki otthon (imakönyv cselédek számára, Szatmár, 1913).